# When the Devil Calls Your Name
When the Devil Calls Your Name (Hangul: 악마가 너의 이름을 부를 때; RR: Agmaga Neoui Ileum-eul Buleul Ttae), es una serie de televisión surcoreana transmitida del 31 de julio del 2019 hasta el 19 de septiembre del 2019, a través de tvN.

## Sinopsis

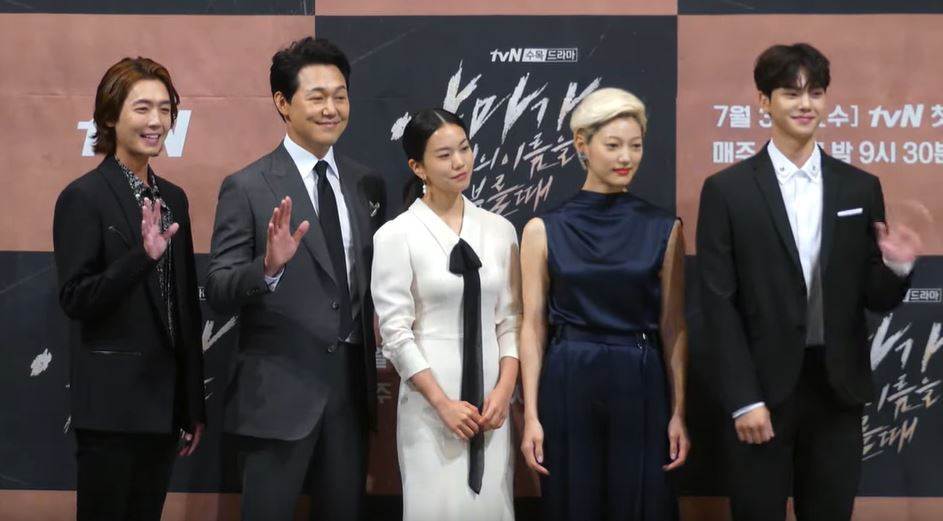
Jung Kyung-ho, Park Sung-woong, Lee Seol, Lee El y Song Kang durante la conferencia de prensa de la serie en el 2019.

Para convertirse en uno de los compositores más buscados de la industria del entretenimiento, uno debe tener talento, inspiración y pasión. Pero para alcanzar tal nivel de popularidad, también tienes que estar dispuesto a hacer ciertos sacrificios.
Es por eso que hace diez años Ha Rip, un artista en apuros a punto de darse por vencido, se encuenra cara a cara con un demonio llamado Ryu, quien le ofrece darle todo lo que su corazón desea por un precio, desesperado Ha Rip vende su alma para obtener fortuna y fama. 
Ahora siendo un famoso compositor y con una década de éxitos bajo su nombre, al darse cuenta de que su contrato está a punto de expirar pronto, intenta hacer un nuevo trato con el diablo usando su vida como garantía, para poder mantener su alma.
Sin embargo después de descubrir que cada trato que haces con el diablo tiene un precio elevado y que su riqueza y éxito fueron el resultado de quitarle el talento y la vida a una niña llamada Lee Kyung, Ha Rip se propone resaurar su propia vida, así como la vida de quienes lo rodean.

## Reparto

### Personajes principales[5]
| Actor                       | Personaje               | Nº de episodios | Notas |
| --------------------------- | ----------------------- | --------------- | --- |
| Jung Kyung-ho               | Ha Rip / Seo Dong-cheon | 16              | Es un exitoso compositor que en realidad vendió su alma a un demonio para disfrutar de la juventud y el éxito. Es el padre de Luka Aleksević (Ye Seong-ho). |
| Park Sung-woong Nam Da-reum | Mo Tae-kang / Ryu       | 16              | Es un actor de primera que está siendo poseído por el diablo "Ryu", a quien Ha Rip vendió su alma. |
| Lee Seol                    | Kim Yi-kyung / "Kelly"  | -               | Es una cantautora sin éxito que solo conoce la mala suerte. Cuando Ha Rip le da a "conocer" el mundo que lo rodea, toda su vida cambia para bien o para mal, ya que termina firmando un contrato con Ryu gracias a que Ha Rip la orilla a hacerlo para obtener la "salvación", luego de que ella se culpara a sí misma por las cosas malas que le sucedieron a otros en su vida. |
| Lee El                      | Ji Seo-young            | -               | Es la CEO de "Soul Entertainment", la agencia de Ha Rip, así como su colega y la persona en la que él más confía. Seo-young está enamorada de Ryu. |

### Personajes secundarios
| Actor                        | Personaje                    | N.º de episodios | Notas |
| ---------------------------- | ---------------------------- | ---------------- | --- |
| Song Kang Kim Ye-june        | Luka Aleksević / Ye Seong-ho | -                | Es el joven asistente de Ha Rip y el hijo de Seo Dong-cheon.                                                              |
| Kim Won-hae                  | Kong Soo-rae                 | -                | Es el dueño de una cafetería y jefe de Kim Yi-kyung.                                                                      |
| Kim Hyung-mook Choi Woo-hyuk | Lee Choong-ryul              | - 1, 4, 8-9      | Es el Co-CEO de "Soul Entertainment" y el cantante "Liver and Gallbladder". De joven Choong-ryul aspiraba a ser cantante. |
| Oh Eui-shik                  | Kang Ha / Jung In-seok       | -                | Es el compañero de casa de Ha Rip.                                                                                        |
| Yoon Kyung-ho                | Mr. Kang                     | -                | Es el secretario de Mo Tae-kang.                                                                                          |
| Choi Yoo-song                | Ye Sun-ah                    | -                | Es la madre de Luka Aleksević.                                                                                            |
| So Hee-jung                  | Jung Sung-shim               | -                | Es la madre de Kim Yi-kyung.                                                                                              |
| Im Ji-kyu                    | Kim Kyung-soo                | -                | Es un oficial de la policía y el hermanastro de Kim Yi-kyung.                                                             |
| Jung Gi-sub                  | Kim Taek-sang                | -                | Es el padrastro de Kim Yi-kyung.                                                                                          |
| Nam Ji-hyun                  | Yoo Dong-hee                 | -                | Es la mejor amiga de Kim Yi-kyung.                                                                                        |
| Lee Yoo-young                | Joo Ra-in                    | -                | Es una joven cantante ídol.                                                                                               |
| Oh Jae-kyun                  | Sgt. Oh                      | -                | Es un sargento de la policía.                                                                                             |

### Otros personajes
| Actor          | Personaje    | Episodios donde apareció | Notas                                           |
| -------------- | ------------ | ------------------------ | ----------------------------------------------- |
| Lee Sang-hee   | -            | 13-16                    | Es una nueva mensajera.                         |
| Ryu Hye-rin    | Jung Hye-won | 12-14                    | Es la hermana de Jung In-seok.                  |
| Jeon Jin-ki    | -            | 14                       | ES un productor.                                |
| Kwon Hyuk      | -            | 10-13                    | Es un mensajero.                                |
| Yeon Seung-ho  | -            | 13                       | Es un actor.                                    |
| Park Yun       | Go Sang-hee  | -                        | Es una líder de equipo de "Soul Entertainment". |
| Park Jae-wan   | -            | -                        | Es un juez.                                     |
| Kwon Hyuk-bum  | -            | -                        | Es un actor.                                    |
| Lee Bong-ryun  | -            | -                        | Es una enfermera.                               |
| Yoo Ji-yeon    | -            | -                        | Es la esposa de Mr. Kang.                       |
| Moon Ji-ae     | -            | -                        | Es una presentadora.                            |
| Nam Myung-ryul | Song Yeon-mo | 1, 8                     | Es el presidente.                               |
| Kim Hak-sun    | -            | 1-2                      | Es un agresor.                                  |
| Song Young-jae | -            | 1                        | Es un jugador de Go.                            |
| Shin Dam-soo   | -            | 1                        | Es un conductor borracho.                       |
| Tae Yul        | -            | -                        | Es un inversor.                                 |
| Lee Hwa-young  | -            | -                        |                                                 |
| So Yun-ho      | -            | -                        | Es un guardia de prisión.                       |
| Song Chang-gyu | -            | -                        | Es un pariente implacable.                      |
| Ahn Seok-hyun  | -            | -                        | Es un pequeño con un ramo de flores.            |
| Go Yong-hwa    | -            | -                        |                                                 |
| Park Sung-il   | -            | -                        |                                                 |

### Apariciones especiales
| Actor        | Personaje  | Episodios donde apareció | Notas                                    |
| ------------ | ---------- | ------------------------ | ---------------------------------------- |
| Lee Han-wi   | Lee Han-wi | 5                        | Es el arrendador de Kim Yi-kyung         |
| Lee Jung-eun | -          | 5                        | Es la exesposa del arrendador.           |
| Nam Woo-hyun | -          | 5                        | Es el presentador del festival de ídols. |
| Lee Guk-joo  | -          | 4                        | Es una mujer que vende su alma.          |
| Everglow     | -          | 4                        | Es un grupo ídol de jóvenes.             |
| Kang Hoon    | -          | -                        | Es un agresor.                           |

## Episodios
La serie está conformada por 16 episodios, los cuales fueron emitidos todos los miércoles y jueves a las 21:30 (KST).

### Índices de audiencia
Los números en color rojo indican las calificaciones más bajas, mientras que los números en azul indican las calificaciones más altas.
| Ep.      | Fecha de emisión         | Participación promedio de audiencia (AGB Nielsen) | Participación promedio de audiencia (AGB Nielsen) |
| Ep.      | Fecha de emisión         | Nacional                                          | Seúl                                              |
| -------- | ------------------------ | ------------------------------------------------- | ------------------------------------------------- |
| 1        | 31 de julio de 2019      | 3.066%                                            | 3.759%                                            |
| 2        | 1 de agosto de 2019      | 2.560%                                            | 3.264%                                            |
| 3        | 7 de agosto de 2019      | 2.530%                                            | 3.348%                                            |
| 4        | 8 de agosto de 2019      | 2.161%                                            | 2.742%                                            |
| 5        | 14 de agosto de 2019     | 1.907%                                            | 2.465%                                            |
| 6        | 15 de agosto de 2019     | 2.120%                                            | 2.483%                                            |
| 7        | 21 de agosto de 2019     | 1.937%                                            | 2.207%                                            |
| 8        | 22 de agosto de 2019     | 2.087%                                            | 2.632%                                            |
| 9        | 28 de agosto de 2019     | 2.037%                                            | 2.517%                                            |
| 10       | 29 de agosto de 2019     | 1.613%                                            | 1.919%                                            |
| 11       | 4 de septiembre de 2019  | 1.844%                                            | 2.396%                                            |
| 12       | 5 de septiembre de 2019  | 1.624%                                            | 2.135%                                            |
| 13       | 11 de septiembre de 2019 | 1.369%                                            | 1.712%                                            |
| 14       | 12 de septiembre de 2019 | 0.945%                                            | N/A                                               |
| 15       | 18 de septiembre de 2019 | 1.581%                                            | 1.853%                                            |
| 16       | 19 de septiembre de 2019 | 1.597%                                            | 2.307%                                            |
| Promedio | Promedio                 | 1.936%                                            | —                                                 |

## Música
La banda sonora original de la serie (OST) está conformada por las siguientes canciones:

### Edición Especial
| No. | Intérpretes           | Canción                           | Letra        | Música       | Duración |
| --- | --------------------- | --------------------------------- | ------------ | ------------ | -------- |
| 1   | Liver and Gallbladder | "The Street You Left" (간과 쓸개) | Park Sung-il | Park Sung-il | 3:17     |
| 2   |                       | "The Street You Left" (Inst.)     | -            | Park Sung-il | 3:17     |

### Parte 1
| No. | Intérprete     | Canción                | Letra       | Música       | Duración |
| --- | -------------- | ---------------------- | ----------- | ------------ | -------- |
| 1   | Jung Won-young | "Trap of Love"         | Oh Hyun-joo | Park Sung-il | 2:54     |
| 2   |                | "Trap of Love" (Inst.) | -           | Park Sung-il | 2:54     |

### Parte 2
| No. | Intérprete    | Canción                            | Letra     | Música    | Duración |
| --- | ------------- | ---------------------------------- | --------- | --------- | -------- |
| 1   | Jung Kyung-ho | "When I Am in Busan" (부산에 가면) | Ecobridge | Ecobridge | 3:35     |
| 2   |               | "When I Am in Busan" (Inst.)       | -         | Ecobridge | 3:357    |

### Parte 3
| No. | Intérprete | Canción                    | Letra         | Música       | Duración |
| --- | ---------- | -------------------------- | ------------- | ------------ | -------- |
| 1   | Sondia     | "Talk To Oneself" (혼잣말) | Seo Dong-sung | Park Sung-il | 4:14     |
| 2   |            | "Talk To Oneself" (Inst.)  | -             | Park Sung-il | 4:14     |

### Parte 4
| No. | Intérprete    | Canción                            | Letra                                   | Música       | Duración |
| --- | ------------- | ---------------------------------- | --------------------------------------- | ------------ | -------- |
| 1   | Jung Kyung-ho | "Where Is The Dream" (꿈은 어디에) | Seo Dong-sung, Ko Nae-ri y Park Sung-il | Park Sung-il | 3:11     |
| 2   |               | "Where Is The Dream" (Inst.)       | -                                       | Park Sung-il | 3:11     |

### Parte 5
| No. | Intérprete | Canción               | Letra                                   | Música       | Duración |
| --- | ---------- | --------------------- | --------------------------------------- | ------------ | -------- |
| 1   | Sondia     | "My Song" (나의 노래) | Seo Dong-sung, Ko Nae-ri y Park Sung-il | Park Sung-il | 4:13     |
| 2   |            | "My Song" (Inst.)     | -                                       | Park Sung-il | 4:13     |

### Parte 6
| No. | Intérprete | Canción                                       | Letra                                   | Música       | Duración |
| --- | ---------- | --------------------------------------------- | --------------------------------------- | ------------ | -------- |
| 1   | Sondia     | "You Bring No Sadness" (그대는 슬픔이 아니다) | Seo Dong-sung, Ko Nae-ri y Park Sung-il | Park Sung-il | 3:51     |
| 2   |            | "You Bring No Sadness" (Inst.)                | -                                       | Park Sung-il | 3:51     |

### Parte 7
| No. | Intérprete | Canción                                | Letra                                   | Música       | Duración |
| --- | ---------- | -------------------------------------- | --------------------------------------- | ------------ | -------- |
| 1   | Sondia     | "The Day We Met" (우리가 처음 만난 날) | Seo Dong-sung, Ko Nae-ri y Park Sung-il | Park Sung-il | 3:35     |
| 2   |            | "The Day We Met" (Inst.)               | -                                       | Park Sung-il | 3:35     |

### Parte 8
| No. | Intérpretes            | Canción                                                       | Letra                                   | Música       | Duración |
| --- | ---------------------- | ------------------------------------------------------------- | --------------------------------------- | ------------ | -------- |
| 1   | Sondia y Jung Kyung-ho | "The Street You Left" (그대 떠나 없는 거리) (versión en vivo) | Seo Dong-sung, Ko Nae-ri y Park Sung-il | Park Sung-il | 4:12     |
| 2   |                        | "The Street You Left" (Inst.)                                 | -                                       | Park Sung-il | 4:12     |

### Parte 9
| No. | Intérprete | Canción                                        | Letra                                   | Música       | Duración |
| --- | ---------- | ---------------------------------------------- | --------------------------------------- | ------------ | -------- |
| 1   | Sondia     | "Talk to Oneself" (혼잣말 ) (versión acústica) | Seo Dong-sung, Ko Nae-ri y Park Sung-il | Park Sung-il | 2:19     |
| 2   |            | "Talk to Oneself" (Inst.)                      | -                                       | Park Sung-il | 2:19     |

## Premios y nominaciones
| Año  | Categoría                   | Premios                | Nominado      | Resultado |
| ---- | --------------------------- | ---------------------- | ------------- | --------- |
| 2019 | Top Excellence Award, Actor | 12th Korea Drama Award | Jung Kyung-ho | Nominado  |

## Producción
La serie estuvo inspirada en la tragendia "Faust" del escritor alemán Johann Wolfgang von Goethe.
La serie fue dirigida por Min Jin-ki, quien contó con el apoyo de los guionistas Noh Hye-young y Go Nae-ri. Mientras que la producción fue realizada por Moon Jeong-su.
La primera lectura del guion se llevó a cabo en marzo del 2019.
Contó con el apoyo de las compañías de producción tvN y "The Moon C&M".